# Кастелли (коммуна)
Касте́лли (итал. Castelli) — коммуна в Италии, расположена в регионе Абруццо, подчиняется административному центру Терамо.
Население составляет 1387 человек, плотность населения составляет 28 чел./км². Занимает площадь 49 км². Почтовый индекс — 64041. Телефонный код — 0861.
Покровителем коммуны почитается святой Евсаний, празднование 8 мая.